# Letlhakane
Letlhakane – miasto w Botswanie, w dystrykcie South East. W 2008 liczyło 20 730 mieszkańców.